# Shatranj

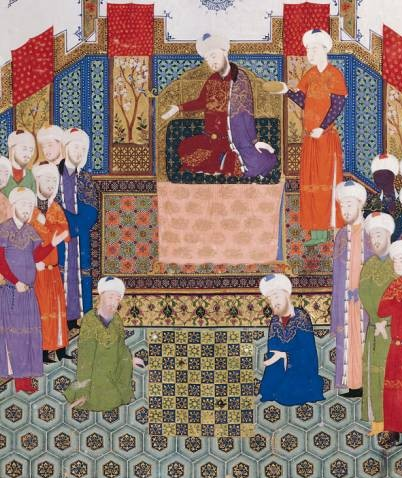
Twee shatranj-spelers, detail van een Perzische miniatuur van de Sjahnama, 1430

Shatranj is een strategisch bordspel voor twee personen. Het is de directe voorganger van schaken en werd zo'n 1000 jaar gespeeld, met name in de islamitische wereld.

## Geschiedenis
Shatranj is verwant aan chaturanga en daar wellicht uit voortgekomen. In de 7e eeuw werd het in het Perzië gespeeld. Na de islamitische verovering van Perzië verspreidde het spel zich over het islamitische rijk en liftte het mee op de uitbreiding van dat rijk. Het was populair bij alle lagen van de bevolking en genoot groot aanzien. Een 'Gouden Eeuw' voor shatranj begon aan het einde van de negende eeuw, toen de kaliefen het spel fanatiek steunden.
Via de islamitische wereld bereikte het spel Europa, waar het rond het jaar 1000 algemeen bekend was. In Europa veranderde shatranj in het huidige schaken, met name doordat de dame en de loper hun huidige loop kregen. Schaken verdrong shatranj, eerst uit Europa, later uit de islamitische wereld.

## Voornaamste regels

### Bord en stukken
Shatranj wordt gespeeld op een bord van 8x8 velden. In tegenstelling tot bij schaken hebben de velden allemaal dezelfde kleur.
Het diagram hiernaast toont de beginopstelling, met symbolen van het huidige schaken.
De stukken waren:
- Shah (koning). Beweegt net als de koning bij schaken, afgezien van de mogelijkheid tot rokeren.
- Firzan (raadsheer). Staat op de plaats waar bij schaken de dame staat. Beweegt 1 veld diagonaal, kan dus hoogstens 4 velden bereiken. De plaats van de shah en de firzan kunnen omgewisseld worden, maar de shahs staan altijd tegenover elkaar.
- Alfil (olifant). Staat op de plaats waar nu de loper staat. Beweegt twee velden in diagonale richting en mag daarbij over andere stukken heenspringen. Een alfil kan slechts hoogstens 4 velden bereiken.
- Faras (paard). Identiek aan het paard bij schaken.
- Rukh (strijdwagen). Identiek aan de toren bij schaken.
- Baidak (voetsoldaat). Beweegt en slaat als de pion in schaken, maar mag op de eerste zet geen twee velden vooruit. Promoveert bij het bereiken van de overkant tot firzan.

### Doel van het spel
Net als bij schaken is het de bedoeling de koning mat te zetten. Een andere mogelijkheid om te winnen is de tegenstander een 'kale koning' te bezorgen, door alle overige stukken te veroveren. De kale koning mag nog één keer een zet doen, als hij daarbij zijn tegenstander ook 'kaal' weet te maken is de uitslag remise. Ten slotte is, in tegenstelling tot schaken, pat een overwinning voor de patgevende speler.

## Strategie
Vergeleken met het huidige schaken zijn de stukken zwakker en komen directe aanvallen op de koning minder vaak voor. Het spel bestaat voornamelijk uit positioneel manoeuvreren. De vier alfils bestrijken elk acht velden en kunnen elkaar niet slaan. Ook de twee firzans bewegen zich langs gescheiden paden. De bewegingsmogelijkheden van de firzans en alfils zorgen voor een patroon van sterke en zwakke velden dat een belangrijke rol speelt bij de strategie. De tabel geeft een overzicht van de sterke en zwakke velden:
| 1:0 | 0:2 | 1:1 | 0:1 | 1:0 | 0:2 | 1:1 | 0:1 |
| 1:1 | 1:0 | 0:1 | 2:0 | 1:1 | 1:0 | 0:1 | 2:0 |
| 1:1 | 0:1 | 1:0 | 0:2 | 1:1 | 0:1 | 1:0 | 0:2 |
| 0:1 | 2:0 | 1:1 | 1:0 | 0:1 | 2:0 | 1:1 | 1:0 |
| 1:0 | 0:2 | 1:1 | 0:1 | 1:0 | 0:2 | 1:1 | 0:1 |
| 1:1 | 1:0 | 0:1 | 2:0 | 1:1 | 1:0 | 0:1 | 2:0 |
| 1:1 | 0:1 | 1:0 | 0:2 | 1:1 | 0:1 | 1:0 | 0:2 |
| 0:1 | 2:0 | 1:1 | 1:0 | 0:1 | 2:0 | 1:1 | 1:0 |

De 2:0 op veld d7 geeft aan dat wit dit veld met twee stukken (een firzan en een alfil) kan aanvallen, terwijl zwart dit met geen van beide kan (ervan uitgaande dat de firzans op de d-lijn beginnen). Voor beide spelers liggen de meeste sterke velden op de oneven rijen (vanuit de eigen positie gezien). Wit heeft bijvoorbeeld sterke velden op b7, d7, f7 en h7. Een firzan die daar komt en gesteund wordt door een pion is alleen te verdrijven door een paard of toren te offeren. Een toren op de zevende rij is ongeveer even sterk als in het huidige schaken. Deze kan gesteund worden door een eigen alfil, maar niet worden aangevallen door een vijandelijke.
Om hinderlijk binnendringen van stukken te voorkomen konden spelers hun pionnen gebruiken. De pionnen hebben doorgaans een meer 'voorwaartse' rol dan in het huidige schaken. Meestal worden eerst de pionnen opgeschoven en daarachter de stukken gegroepeerd. Openingen en openingstheorie in de huidige betekenis van het woord bestaan niet. Men streeft er in de opening meestal naar een bepaalde positie (Ta'bi'a) te bereiken, zonder zich veel aan te trekken van de tegenstander.
In het huidige schaken zijn er feitelijk vijf verschillende stukken naast de koning: dame, toren, paard, 'witte' loper en 'zwarte' loper. In shatranj zijn het er acht: toren, paard, vier alfils en twee firzans. Er zijn dan ook vele soorten eindspelen, maar de meeste draaien om het probleem hoe afruil te forceren. Pionnen kunnen hierbij nuttig zijn door velden te beheersen of te promoveren tot firzan.

## Trivia
- Een loper in het moderne schaakspel heet in het Spaans nog steeds alfil. In het Italiaans is dit alfieri geworden.
- De loper heet in het Russisch слон, wat eveneens olifant betekent.